# Giovanni Bononcini
|  | Per a altres significats, vegeu «Giovanni Maria Bononcini». |

Giovanni Battista Bononcini (Mòdena, Ducat de Mòdena, 18 de juliol de 1670 - Viena, Arxiducat d'Àustria, 9 de juliol de 1747) va ser un compositor. El músic més cèlebre de tota la família i que va merèixer per un moment l'honor de ser considerat com el rival de Händel. Va romandre una llarga temporada a Viena, on fou nomenat violinista de l'orquestra de l'emperador Leopold I del Sacre Imperi Romanogermànic i fou invitat a Berlín per la reina Sofia Carlota. També va ser nomenat compositor de la cort, passant després a Londres, ciutat en què representà algunes de les seves òperes, i en va escriure una amb col·laboració de Händel. Era germà d'Antonio Maria Bononcini.

## Biografia
El seu primer professor va ser son pare, Giovanni Maria (1642-1678), compositor i músic d'església a Mòdena. Després de la mort d'aquest, Giovanni va estudiar a Bolonya, amb Giovanni Paolo Colonna. El 1685 publicà els seus primers treballs per a violoncel.
Establert a Bolonya, el 1687 va ser violoncel·lista de l'església de Sant Petroni i va compondre música instrumental i religiosa. El 1688 va ser nomenat mestre de capella de l'església de san Giovanni in Monte i va ser membre de l'Acadèmia Filharmònica de Bolonya.
Va treballar durant un temps a Milà, i després a Roma, on va treballar quatre anys i freqüentà mecenes com ara els Pamphili i els Colonna. Llavors va abordar el gènere de l'òpera que hauria d'establir la seua reputació per tota la península Itàlica, i fins i tot per tot Europa.
El 1698 va ser contractat com a violinista per a l'orquestra i compositor de la cort de l'emperador Leopold I del Sacre Imperi Romanogermànic, i va esdevenir un dels músics favorits del successor d'aquest: Josep I del Sacre Imperi Romanogermànic, fins a l'any 1711. De pas per Berlín, convidat per la reina Sofia Carlota de Hannover (mare de Frederic Guillem I de Prússia), va tenir ocasió de conèixer Georg Friedrich Händel, quinze anys més jove que Bononcini, adonant-se'n amb despit del seu precoç talent, i a qui, més tard, tornaria a trobar sobre el seu camí.
De 1714 a 1719, a Roma, va estar al servei de Johann Wenzel. Després, a partir de 1720, va establir-se a Londres, sota el patronatge del duc de Marlborough. El públic londinenc estava aleshores completament captivat per l'òpera italiana, i Händel hi havia iniciat una prestigiosa carrera. Els dos artistes es van mesurar l'un front a l'altre durant molts anys, ja fóra en la mateixa empresa o en empreses competidores. Així, l'òpera Muzio Scevola té tres actes, el primer compost per Filippo Amadi, el segon per Bononcini, i el darrer per Händel, amb l'objectiu d'acomplir amb terminis de composició molt curts. Però més que de col·laboració, cal parlar de rivalitat entre Bononcini i Händel, amb un intercanvi continu de la posició capdavantera en els volubles gustos del públic. Ambdós van encadenar un seguit d'èxits — per part de Bononcini : Astarto (1720), Crispo (1722), Griselda (1722) que va recollir un vertader triomf, Erminia (1723), Calfurnia (1724)... Bononcini es va beneficiar també d'una certa oposició a Händel, en reacció contra la dinastia de Hannover. Però ara, l'òpera italiana coneixia dificultats, i mentre que Händel va persistir, Bononcini va deixar Londres el 1732 després d'haver gairebé perdut la reputació en un afer de plagi.
El 1733 es troba a París, on va compondre per al Concert Spirituel. El 1737, va perdre una gran quantitat de diners en ser estafat. Des d'aleshores va portar una existència errant, sent acollit a partir de l'any 1741 per la reina Maria Teresa a Viena, on va morir.

## Obres
Bononcini va ser un compositor prolífic i estimat a tot Europa. La seua obra inclou més de seixanta òperes, gairebé 300 cantates, obres religioses (misses i d'altres), música instrumental : concerts per a instrument solista, sonates, simfonies, etc.
Òperes
- Xerxe (1694)
- Il trionfo di Camilla (1696)
- L'amore eroica fra pastori (1696)
- La clemenza di Augusto (1697)
- La fede pubblica (1699)
- Cefalo (1702)
- Etearco (1707)
- Maria fuggitivo (1708)
- Astarto (1720)
- Crispo (1721)
- L'odio e l'amore (1721)
- Griselda (1722)
- Erminia  (1723)
- Calphurnia' (1724)
- Astianatte (1727)
- Alessandro in Sidone (1737)

Altres obres
- Messe brevi (1688)
- Amor per amore (1696), serenata

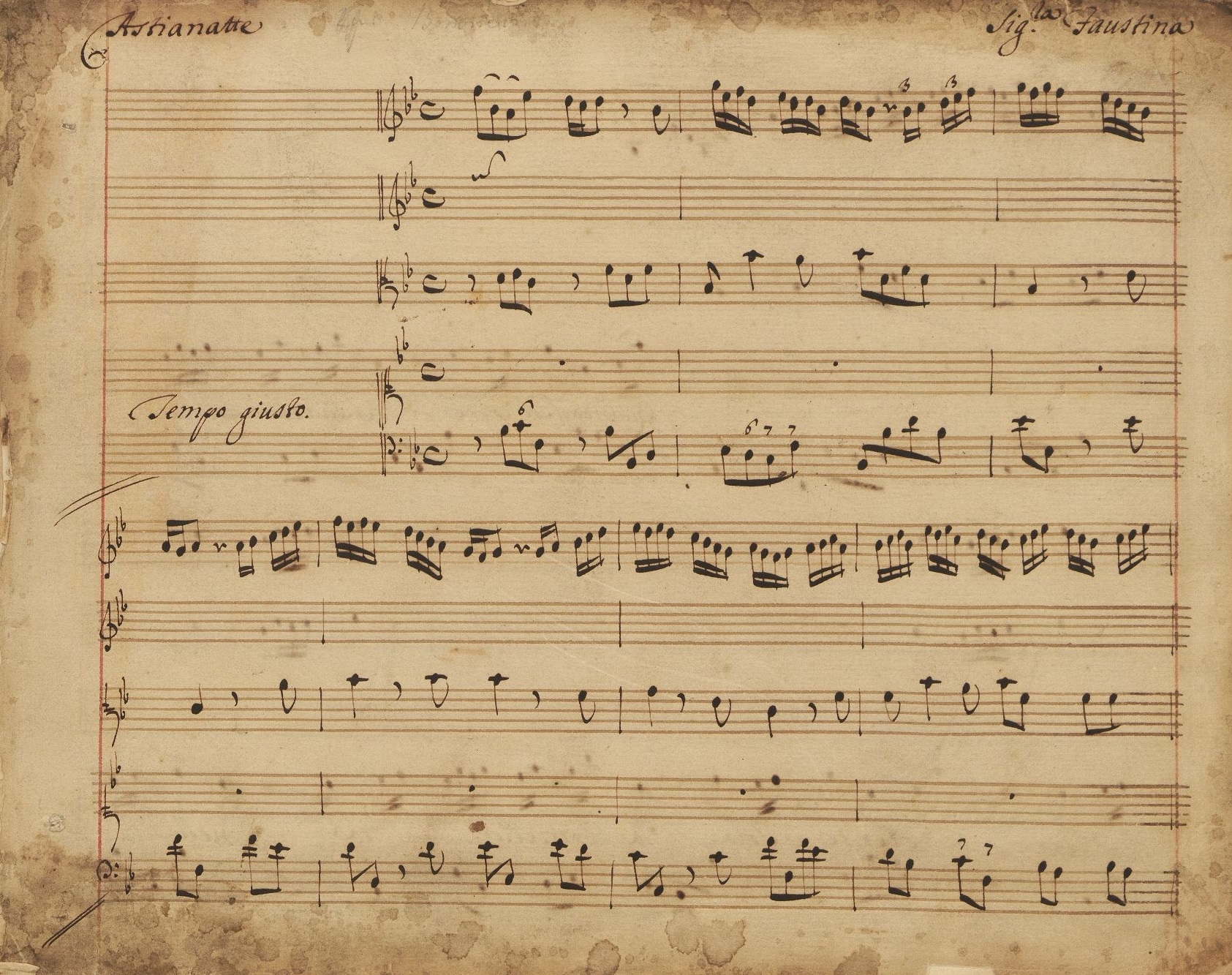
Astianatte, c. 1727

- Buleo festeggiante nel ritorno d'Alessandro Magno dall'Indie (1699), serenata
- La gara delle quattro stagioni (1699), serenata
- San Nicola de Bari (1699), oratori
- I vari effetti d'amore (1700), scherzo
- La Conversione di Maddalena (1701), oratori
- Cefalo (1702), pastorel·la
- Proteo sul Reno (1703)
- La nuova gara di Giunone e di Pallade terminata da Giove (1705), poema dramàtic
- Pastorella (1705)
- L'oracolo d'Apollo (1707), cantata amb ballet
- Anthem fúnebre (1722)
- Divertimenti da camera (1722)
- Dotze sonates de cambra (1732)
- Te Deum (1748)
- Lidio, schernito amante, cantata